# 1英鎊硬幣
1英鎊硬幣（英語：one pound）是英鎊硬幣的一種，於1983年4月21日開始發行，正面有英國女王伊麗莎白二世的肖像。2017年的新版1英鎊硬幣反面有四種不同標誌，以象徵構成英國的四個國家 – 英格蘭的玫瑰、威爾斯的蔥、蘇格蘭的薊、北愛爾蘭的三葉草。這些標誌皆從王冠中伸出。

## 外部連結
- Royal Mint – £1 coin（页面存档备份，存于）
- Royal Mint - the new pound coin